# 古代北アラビア文字
古代北アラビア文字（こだいきたアラビアもじ）は、アラビア北部および中部で紀元前8世紀から西暦4世紀まで使われていた古代北アラビア語を表記するための文字。
フェニキア文字と同様、子音のみを表記するアブジャドである。

## 概要
古代北アラビア文字は碑文用の文字で、明らかに南アラビア文字と関係があるが、正確にどういう継承関係にあるかは明らかではない。古代北アラビア語はいくつかの互いに関係のある方言から構成されるが、うちハサー方言は南アラビア文字で書かれている。碑文の数は非常に多く、4万を越えるが、その98%が落書きであることや、多くが信頼性の低い模写に頼るしかなかったことなどから、研究は充分に進んでいるとは言えない。
古代北アラビア文字、南アラビア文字、および南アラビア文字から発達したゲエズ文字を総称して南セム文字と呼ぶ。
サファー方言の文字の一覧を記したものが4種類発見されているが、その順序は互いに異なっている。このことは、おそらく文字の使用者は体系的に文字を学習したわけでないことを示している。
文字は右から左に書かれるのが普通だが、タイマー方言ではしばしば牛耕式に書かれている。タイマー方言とサムードBは左から右に書かれることもあり、サムードCとDは通常縦書きされる。サファー方言とヒスマー方言は書字方向が定まっていない。
ダダン、ヒスマー、サファー方言では、セム祖語に3種類あった無声歯擦音が2種類に減り、このため古典アラビア語と同様の28文字になっている。これに対してタイマー方言は多少異なった子音体系を持っていたらしく、ほかの方言にない南アラビア文字のs3に対応すると見られる字が使用されている
基本的に子音のみを表し、ダダン方言で語末の長い/aː, uː/がh, wで表記されることがあるのを除いて、ほかのセム系の文字に見られるような準母音は使われていない。また重子音も表記されなかったようである。

## Unicode
2014年のUnicodeバージョン7.0で、追加多言語面のU+10A80からU+10A9Fまでに古代北アラビア文字のブロックが定義された。29の文字が南アラビア文字と同じ順序で配列されている。ほかに3つの数字（1、10、20を表す）が定義されている。